# Akaděmik Šokalskij
Akaděmik Šokalskij (rusky Академик Шокальский, přepisováno také Akademik Šokalskij) je ruská (původně sovětská) loď třídy Akaděmik Šulejkin upravená pro plavbu v polárních mořích. Jejím domovským přístavem je od počátku Vladivostok a nese jméno po ruském geografovi Julijovi Michajlovičovi Šokalském. Akaděmik Šokalskij je 71 metrů dlouhý a přes 12 metrů široký. Má kabiny pro 68 cestujících.

## Stavba
Byla postavena v Turku ve Finsku. Její kýl byl položen 12. listopadu 1981 a hotova byla 30. října 1982.

## Uvíznutí v ledu na Vánoce 2013

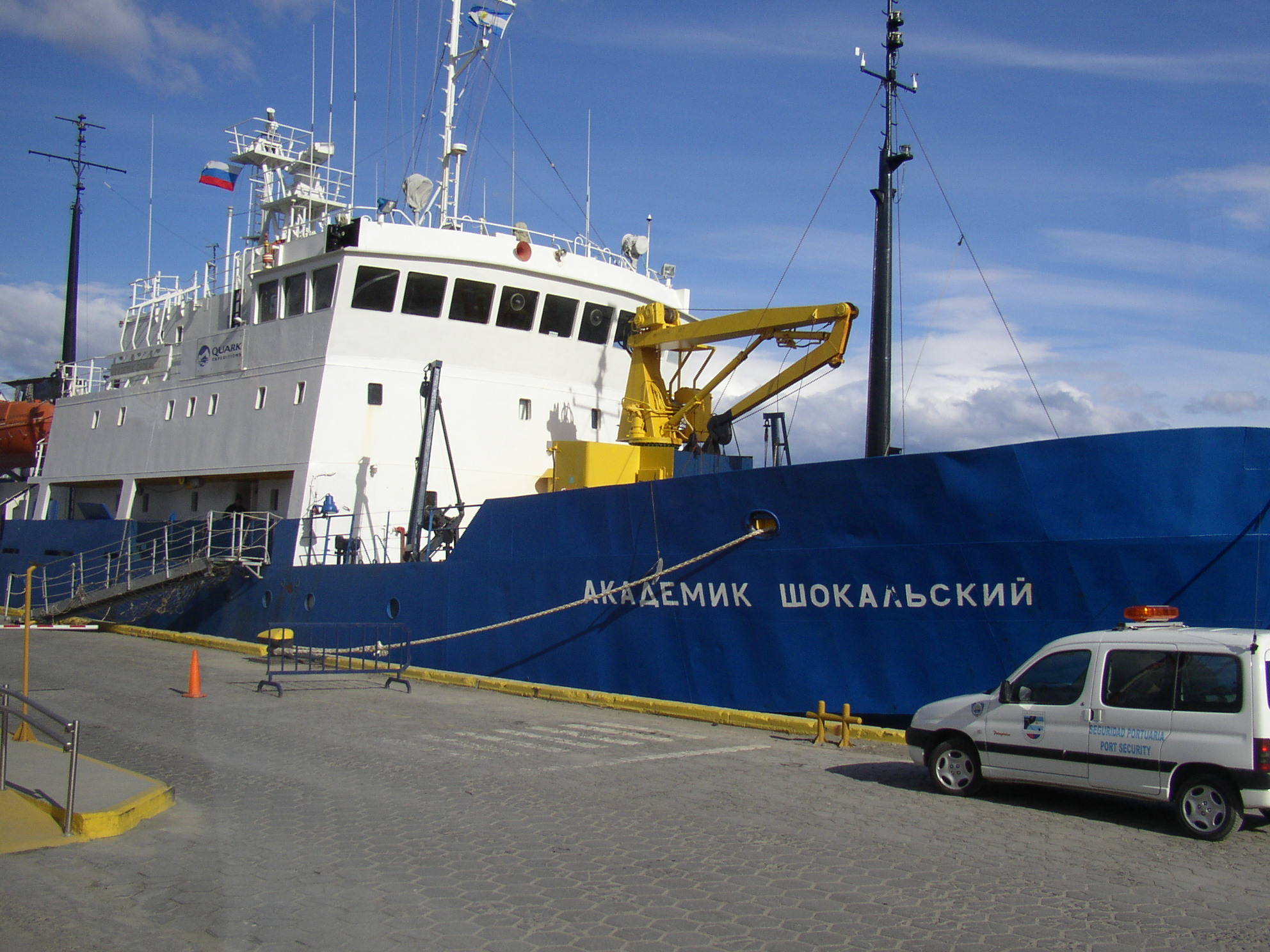
Akaděmik Šokalskij v roce 2007

V roce 2013 vyplul Akaděmik Šokalskij směrem k Antarktidě s mezinárodní klimatologickou expedicí složenou z vědců, dobrovolníků a turistů, aby zopakoval po sto letech výzkumnou cestu Douglase Mawsona včetně patřičných měření. Loď vyplula 8. prosince z přístavu Bluff na Novém Zélandu s více než 70 lidmi na palubě. Na Štědrý den ovšem uvízla v ledu v Zátoce Commonwealthu (Commonwealth Bay), jen několik kilometrů od pobřeží Antarktidy a zhruba 2 800 kilometrů jižně od australského přístavu Hobart (na ostrově Tasmánie). Lodi a jejímu osazenstvu sice nehrozilo a nadále nehrozí bezprostřední nebezpečí, nicméně jí Australský úřad pro námořní bezpečnost poslal na pomoc hned tři blízko se nacházející lodě. Nejblíže byl čínský ledoborec Süe-lung, který se k Akaděmikovi Šokalskému posléze dostal až na vzdálenost 11 kilometrů, než jej samotného zastavil příliš silný led, ve kterém pak i on sám 3. ledna uvízl. Na pomoc také zamířil francouzský ledoborec L'Astrolabe, ale i on narazil na příliš silný led. Poslední z blízkých lodí, australský ledoborec Aurora Australis, byla počasím donucena svůj pokus o záchranu vzdát 30. prosince 2013 ve vzdálenosti 20 kilometrů od lodi Akaděmik Šokalskij. Ačkoliv byl na palubě dostatek potravin i pohonných hmot pro chod motorů, byla 2. ledna 2014 provedena evakuace badatelů a ostatních cestujících pomocí vrtulníku z čínského ledoborce na tuto loď. Posléze je měl australský ledoborec Aurora Australis dopravit do Hobartu. Ruská posádka zůstala nadále na Akaděmiku Šokalském. Dalším ledoborcem, který se do záchranné operace počátkem ledna 2014 zapojil, byl ledoborec americké pobřežní stráže USCGC Polar Star. Než však doplul do oblasti, změnilo se počasí a uvázlá plavidla se díky tomu dokázala uvolnit vlastní silou.